# Cistus palmensis
Cistus palmensis là một loài thực vật có hoa trong họ Nham mân khôi. Loài này được Bañares & Demoly mô tả khoa học đầu tiên năm 2006.